# Klasická čínština
Klasická čínština (čínsky v českém přepisu ku-wen, pchin-jinem gǔwén, znaky 古文, doslova „starý text“) je jazyk klasické čínské literatury období válčících států a dynastie Chan (tj. 5. století př. n. l. až 3. století n. l.), psaná forma staré čínštiny. Termín je často užíván i pro literární čínštinu (čínsky v českém přepisu wen-jen-wen, pchin-jinem wényánwén, znaky 文言文, „psaný text“; zkráceně 文言, wen-jen), tradiční formu zápisu čínštiny založenou na nápodobě její klasické formy. Literární čínština byla převažující formou zápisu čínštiny od chanské doby až po 20. století, kdy ji vytlačila paj-chua, psaná forma standardní mluvené čínštiny.
S postupem doby se klasická/literární čínština rozešla s čínštinou mluvenou do té míry, že se nepoučenému čínskému čtenáři stala prakticky nesrozumitelná. Od současného jazyka se liší odlišnými gramatickými slovy a syntaxí, jiné jsou významy většiny slov. Zatímco v klasické/literární čínštině převažují slova jednoslabičná, současnému jazyku dominují slova dvouslabičná.
Klasická/literární čínština je v současnosti předmětem výuky v čínských středních školách a univerzitách. Její role v čínské kultuře se dá zhruba srovnat s rolí latiny v Evropě.

## Vzorový text

### Všeobecná deklarace lidských práv
| klasická čínština | 人人生者均有權法有知情必為人弟 |
| transliterace     | Rén rén shēng zhě jūn yǒu quán fǎ yǒu zhī qíng rén bì wéi rén dì                                                                           |
| česky             | Všichni lidé se rodí svobodní a sobě rovní co do důstojnosti a práv. Jsou nadáni rozumem a svědomím a mají spolu jednat v duchu bratrství. |